# Nikos Panagiotu
Nikos Panagiotu (grec: Νίκος Παναγιώτου) és un exfutbolista xipriota de la dècada de 1990.
Fou 74 cops internacional amb la selecció xipriota.
Pel que fa a clubs, fou jugador, entre d'altres, de l'Anorthosis Famagusta.
Trajectòria com a entrenador:
- 2009: ASIL
- 2009-2011: Anorthosis (futbol base)
- 2011-2013: Xipre U-17
- 2013-2014: Ermis Aradippou
- 2014-2015: Nea Salamina
- 2015-2017: Ermis Aradippou
- 2018: Aris Limassol